# Мортара, Габриэль
Габриэль Мортара (англ. Gabriel Mortara; род. 10 января 1982 года, Лозанна, Швейцария) — итальянский и швейцарский пилот, и рекордсмен. С 19 по 21 марта 2010 года он вместе с Риккардо Мортара (англ.  Riccardo Mortara) и Флавьеном Гудерзо (англ. Flavien Guderzo) совершил самый быстрый в истории авиации кругосветный перелёт на самолёте Rockwell Sabreliner 65 . Полёт занял 57 часов и 54 минуты. Старт и приземление — в городе Женева (англ. Geneva), Швейцария. Дальность полёта составила 36 770 км, что почти вдвое превышало мировой рекорд дальности полёта установленный на бомбардировщике Boeing B-52 в 1962 году. Таким образом они установили нынешний мировой рекорд скорости кругосветного путешествия по воздуху на самолётах в категории 9000-12000 кг.
За этот рекорд Габриэль и весь экипаж был награждён международным дипломом международной авиационной федерации (ФАИ, Fédération Aéronautique Internationale, FAI) .
Предыдущий, официально зарегистрированный в Книге рекордов Гиннеса, мировой рекорд скорости полёта вокруг Земли на летательном аппарате в категории от 9000 до 12000 кг принадлежал Стиву Фоссету. С 8 по 11 февраля 2006 года он в одиночку облетел земной шар на специально построенном для этой цели экспериментальном самолёте, Virgin Atlantic GlobalFlyer, сконструированном Бертом Рутаном (англ. Burt Rutan) и построенном компанией Берта Рутана Scaled Composites.

## Биография
Родился 10 января 1982 года в Лозанне, Швейцария, где провёл детство. Отец Габриэля, Риккардо Мортара (англ. Riccardo Mortara), - профессиональный пилот, и мальчик проводил много времени вместе с ним в кабине самолёта. В 17 лет он уже получил лицензию и стал пилотом частного реактивного самолёта. С этого же возраста начал заниматься семейным авиационным бизнесом в швейцарской авиакомпании Sonnig SA. К 27 годам, налетав более 2000 часов, получил должность капитана. Вместе со своим младшим братом Эдоардо в подростковом возрасте был успешным гонщиком на картинге, участвуя в чемпионате Европы по гонкам в Формуле А. Позже, когда Эдоардо выбрал карьеру профессионального автогонщика, страсть Габриэля к полетам взяла верх, и он посвятил свою жизнь авиации. По окончании школы получил степень бакалавра экономических наук в HEC Lausanne (англ. ). Габриэль свободно владел итальянским, французским, немецким и английским языками, имел профессиональные пилотские лицензии Швейцарии (FOCA) (англ. ), Италии (EASA) и США (FAA).
Освоил несколько типов самолётов, среди которых Rockwell Sabreliner 65, Challenger 601/604/605, Hawker Siddeley HS-125, Gulfstream G550 и Gulfstream G400/G450.

## Гибель
Погиб в дорожной аварии 23 мая 2019 года. Похоронен на семейном кладбище в Межев, Франция.

## Интересные факты
У Габриэля есть известный младший брат, Эдоардо Мортара (итал. Edoardo Mortara; родился 12 января 1987 года в Женеве, Швейцария) — автогонщик, по ходу своей карьеры представлявший на соревнованиях Италию и Швейцарию. Двукратный победитель Гран-при Макао Ф3; чемпион Евросерии Ф3 (2010).

## Увековечение памяти

### Фильм
- Документальный фильм “360 around the World” англ.  // Габриэль Мортара в документальном фильме о рекордном перелёте вокруг земного шара под руководством Риккардо Мортара.